# Меблевий провулок (Житомир)
Меблевий провулок — провулок в Богунському районі Житомира.

## Характеристики
Розташований в привокзальній частині міста. Починається з двору будинку № 87 по вулиці Київській. Прямує на північний захід. Завершується перехрестям з вулицею Михайла Грушевського.

## Історичні відомості
Провулок та його первісна садибна забудова сформувалися на початку XX століття. Перша назва провулка — провулок Шабанова. Назва провулка походить від прізвища родини старообрядців Шабанових, поселення яких розташовувалося у даній місцевості на рубежі XIX та XX сторіч. У 1928 році провулок перейменовано на Колективний провулок (інколи ідентифікувався як Суспільний провулок). У 1957 році отримав чинну назву. До 1970-х років був довшим — розпочинався безпосередньо з Київської вулиці, до будівництва Будинку одягу (нині ТЦ «Старт»), внаслідок якого ліквідовано початок провулка. У 1970-х роках характер забудови провулка змінився: садиби знесені та на їх місці постала нежитлова забудова. 